# Grand Prix Brazylii 2008
Wyniki Grand Prix Brazylii, osiemnastej rundy Mistrzostw Świata Formuły 1 w sezonie 2008.

## Wyniki

### Sesje treningowe
| Sesja | Nr | Kierowca        | Konstruktor | Czas     | Okr. |
| ----- | -- | --------------- | ----------- | -------- | ---- |
| 1     | 2  | Felipe Massa    | Ferrari     | 1:12.305 | 24   |
| 2     | 5  | Fernando Alonso | Renault     | 1:12.296 | 43   |
| 3     | 5  | Fernando Alonso | Renault     | 1:12.141 | 19   |

### Kwalifikacje
| 1 | 2 | Felipe Massa         | Ferrari             | 1:11.830 | 1:11.875 | 1:12.368 |
| 2 | 11 | Jarno Trulli         | Toyota              | 1:12.226 | 1:12.107 | 1:12.737 |
| 3 | 1 | Kimi Räikkönen       | Ferrari             | 1:12.083 | 1:11.950 | 1:12.825 |
| 4 | 22 | Lewis Hamilton       | McLaren-Mercedes    | 1:12.213 | 1:11.856 | 1:12.830 |
| 5 | 23 | Heikki Kovalainen    | McLaren-Mercedes    | 1:12.366 | 1:11.768 | 1:12.917 |
| 6 | 5 | Fernando Alonso      | Renault             | 1:12.214 | 1:12.090 | 1:12.967 |
| 7 | 15 | Sebastian Vettel     | Toro Rosso-Ferrari  | 1:12.390 | 1:11.845 | 1:13.082 |
| 8 | 3 | Nick Heidfeld        | BMW Sauber          | 1:12.371 | 1:12.026 | 1:13.297 |
| 9 | 14 | Sébastien Bourdais   | Toro Rosso-Ferrari  | 1:12.498 | 1:12.075 | 1:14.105 |
| 10 | 12 | Timo Glock           | Toyota              | 1:12.223 | 1:11.909 | 1:14.230 |
| 11 | 6 | Nelson Piquet Jr.    | Renault             | 1:12.348 | 1:12.137 |          |
| 12 | 10 | Mark Webber          | Red Bull-Renault    | 1:12.409 | 1:12.289 |          |
| 13 | 4 | Robert Kubica        | BMW Sauber          | 1:12.381 | 1:12.300 |          |
| 14 | 9 | David Coulthard      | Red Bull-Renault    | 1:12.690 | 1:12.717 |          |
| 15 | 17 | Rubens Barrichello   | Honda               | 1:12.548 | 1:13.139 |          |
| 16 | 8 | Kazuki Nakajima      | Williams-Toyota     | 1:12.800 |          |          |
| 17 | 16 | Jenson Button        | Honda               | 1:12.810 |          |          |
| 18 | 7 | Nico Rosberg         | Williams-Toyota     | 1:13.002 |          |          |
| 19 | 21 | Giancarlo Fisichella | Force India-Ferrari | 1:13.426 |          |          |
| 20 | 20 | Adrian Sutil         | Force India-Ferrari | 1:13.508 |          |          |
| Poz. | Nr | Kierowca             | Konstruktor         | Q1       | Q2       | Q3       |
| \| Legenda \| Legenda \| \| ---------------- \| -------------------------------------------------------------------------------------------------------------------------------------------------------------------------------------------------------- \| \| Poz. Nr Q1 Q2 Q3 \| Pozycja zajęta w sesji kwalifikacyjnej Numer startowy kierowcy Wynik uzyskany w pierwszej części kwalifikacji Wynik uzyskany w drugiej części kwalifikacji Wynik uzyskany w trzeciej części kwalifikacji \| | |                      |                     |          |          |          |
| Legenda | |                      |                     |          |          |          |
| Poz. Nr Q1 Q2 Q3 | Pozycja zajęta w sesji kwalifikacyjnej Numer startowy kierowcy Wynik uzyskany w pierwszej części kwalifikacji Wynik uzyskany w drugiej części kwalifikacji Wynik uzyskany w trzeciej części kwalifikacji |                      |                     |          |          |          |

### Wyścig

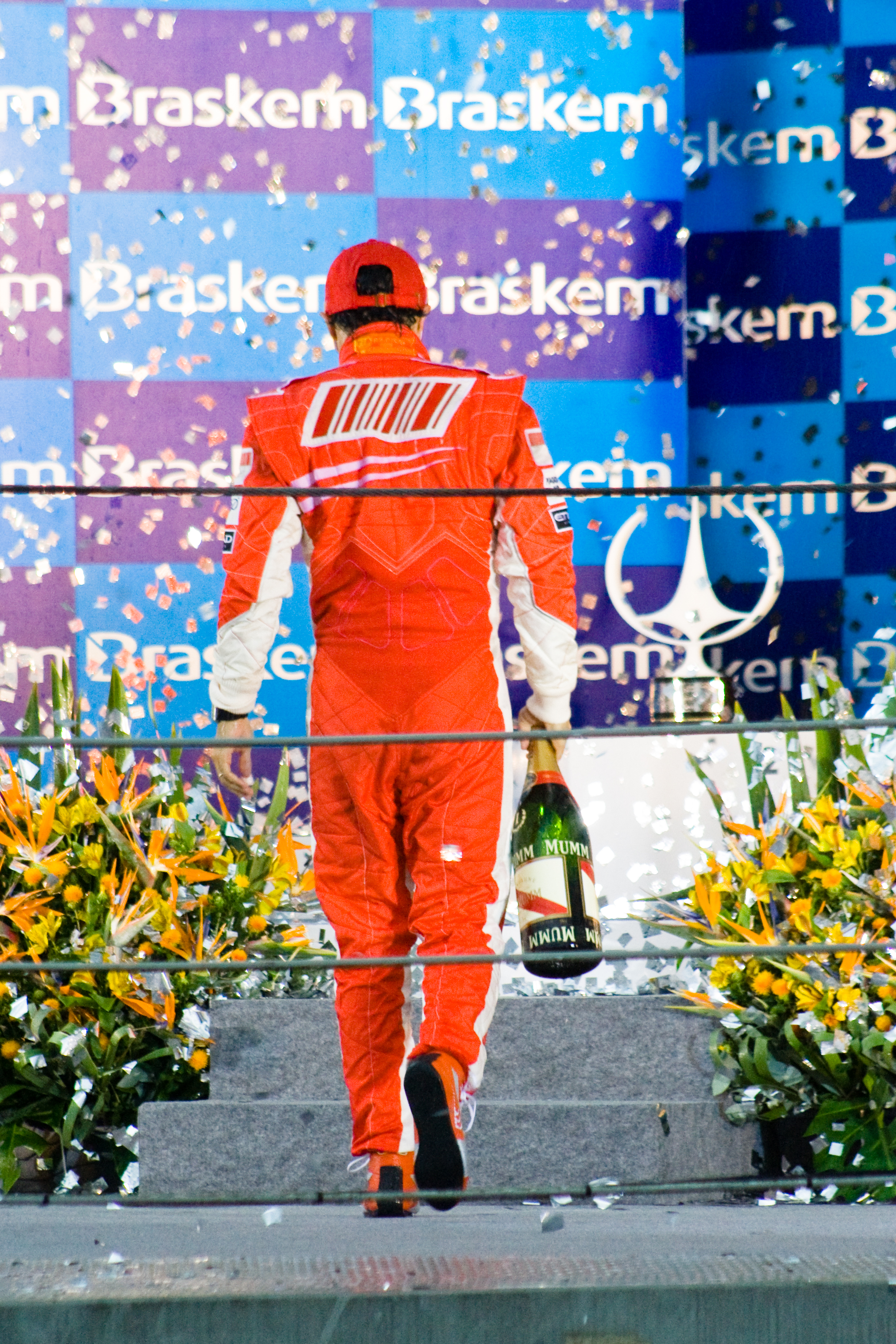
Felipe Massa po zwycięstwie w wyścigu

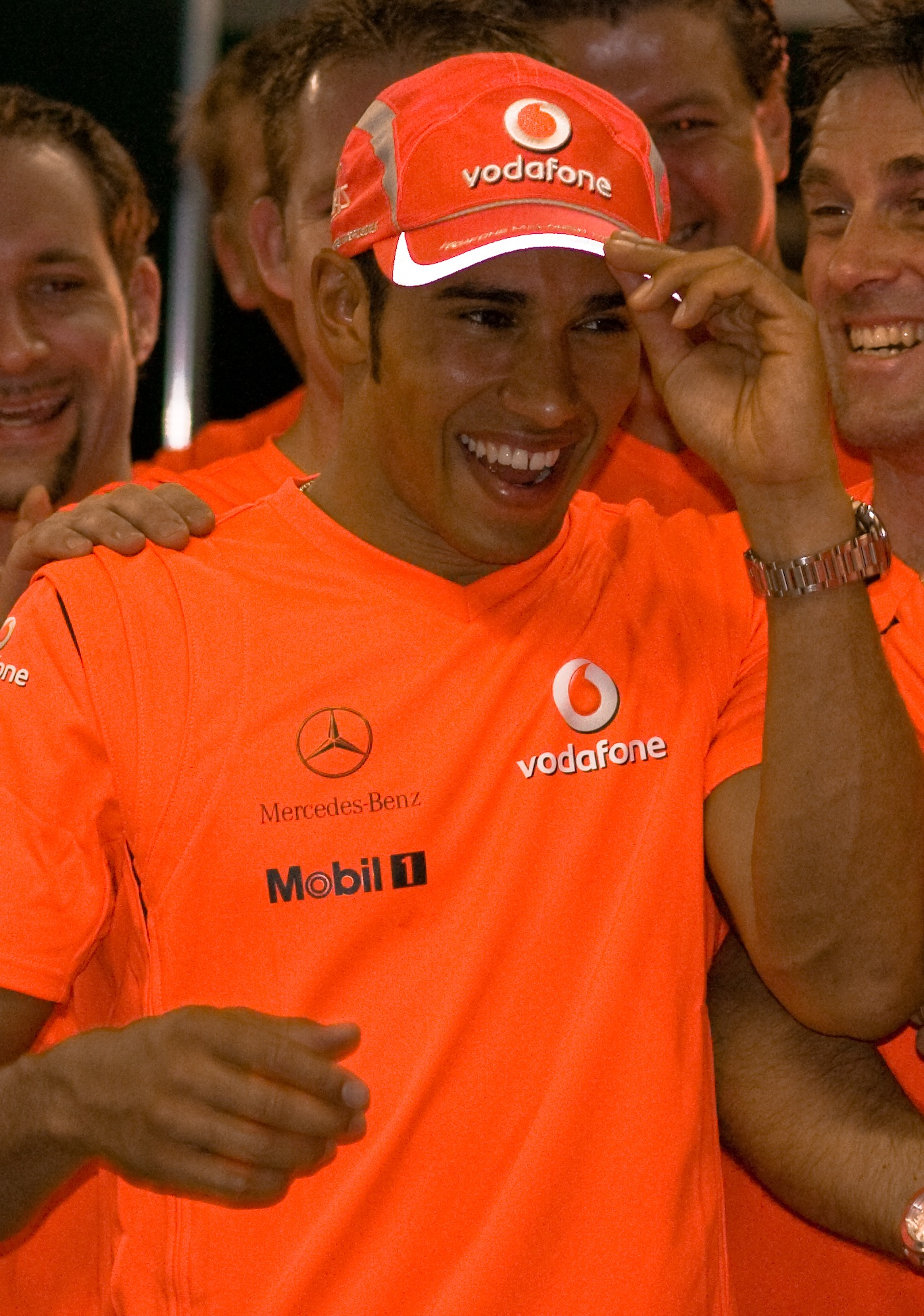
Lewis Hamilton świętujący zdobycie tytułu mistrza świata po ukończeniu wyścigu na piątej pozycji

| P                 | + / –     | Nr | Kierowca             | Konstruktor         | Okr. | Czas / Strata | Komentarz          |
| ----------------- | --------- | -- | -------------------- | ------------------- | ---- | ------------- | ------------------ |
| 1                 | Bez zmian | 2  | Felipe Massa         | Ferrari             | 71   | 1h34:11.343   |                    |
| 2                 | 4         | 5  | Fernando Alonso      | Renault             | 71   | +0:13.298     |                    |
| 3                 | Bez zmian | 1  | Kimi Räikkönen       | Ferrari             | 71   | +0:16.235     |                    |
| 4                 | 3         | 15 | Sebastian Vettel     | Toro Rosso-Ferrari  | 71   | +0:38.011     |                    |
| 5                 | 1         | 22 | Lewis Hamilton       | McLaren-Mercedes    | 71   | +0:38.907     |                    |
| 6                 | 4         | 12 | Timo Glock           | Toyota              | 71   | +0:44.368     |                    |
| 7                 | 2         | 23 | Heikki Kovalainen    | McLaren-Mercedes    | 71   | +0:55.074     |                    |
| 8                 | 6         | 11 | Jarno Trulli         | Toyota              | 71   | +1:08.433     |                    |
| 9                 | 3         | 10 | Mark Webber          | Red Bull-Renault    | 71   | +1:19.666     |                    |
| 10                | 2         | 3  | Nick Heidfeld        | BMW Sauber          | 70   | +1 okr.       |                    |
| 11                | 2         | 4  | Robert Kubica        | BMW Sauber          | 70   | +1 okr.       | [ 1 ]              |
| 12                | 6         | 7  | Nico Rosberg         | Williams-Toyota     | 70   | +1 okr.       |                    |
| 13                | 4         | 16 | Jenson Button        | Honda               | 70   | +1 okr.       |                    |
| 14                | 5         | 14 | Sébastien Bourdais   | Toro Rosso-Ferrari  | 70   | +1 okr.       |                    |
| 15                | Bez zmian | 17 | Rubens Barrichello   | Honda               | 70   | +1 okr.       |                    |
| 16                | 4         | 20 | Adrian Sutil         | Force India-Ferrari | 69   | +2 okr.       |                    |
| 17                | 1         | 8  | Kazuki Nakajima      | Williams-Toyota     | 69   | +2 okr.       |                    |
| 18                | 1         | 21 | Giancarlo Fisichella | Force India-Ferrari | 69   | +2 okr.       |                    |
| Niesklasyfikowani |           |    |                      |                     |      |               |                    |
|                   |           | 6  | Nelson Piquet Jr.    | Renault             | 0    |               | wypadek            |
|                   |           | 9  | David Coulthard      | Red Bull-Renault    | 0    |               | kolizja z Nakajimą |
| P                 | + / –     | Nr | Kierowca             | Konstruktor         | Okr. | Czas / Strata | Komentarz          |

### Najszybsze okrążenie
| Nr | Kierowca     | Konstruktor | Czas     | Okr. |
| -- | ------------ | ----------- | -------- | ---- |
| 2  | Felipe Massa | Ferrari     | 1:13.736 | 36   |

## Lista startowa
| Nr | Kierowca             | Zespół                    | Samochód           | Silnik                    | Opony |
| -- | -------------------- | ------------------------- | ------------------ | ------------------------- | ----- |
| 1  | Kimi Räikkönen       | Scuderia Ferrari Marlboro | Ferrari F2008      | Ferrari 056 2,4l V8       | B     |
| 2  | Felipe Massa         | Scuderia Ferrari Marlboro | Ferrari F2008      | Ferrari 056 2,4l V8       | B     |
| 3  | Nick Heidfeld        | BMW Sauber F1 Team        | BMW F1.08          | BMW P86/8 2,4l V8         | B     |
| 4  | Robert Kubica        | BMW Sauber F1 Team        | BMW F1.08          | BMW P86/8 2,4l V8         | B     |
| 5  | Fernando Alonso      | ING Renault F1 Team       | Renault R28        | Renault RS27-2008 2,4l V8 | B     |
| 6  | Nelson Piquet Jr.    | ING Renault F1 Team       | Renault R28        | Renault RS27-2008 2,4l V8 | B     |
| 7  | Nico Rosberg         | AT&T Williams F1 Team     | Williams FW30      | Toyota RVX-08 2,4l V8     | B     |
| 8  | Kazuki Nakajima      | AT&T Williams F1 Team     | Williams FW30      | Toyota RVX-08 2,4l V8     | B     |
| 9  | David Coulthard      | Red Bull Racing           | Red Bull RB4       | Renault RS27-2008 2,4l V8 | B     |
| 10 | Mark Webber          | Red Bull Racing           | Red Bull RB4       | Renault RS27-2008 2,4l V8 | B     |
| 11 | Jarno Trulli         | Panasonic Toyota Racing   | Toyota TF108       | Toyota RVX-08 2,4l V8     | B     |
| 12 | Timo Glock           | Panasonic Toyota Racing   | Toyota TF108       | Toyota RVX-08 2,4l V8     | B     |
| 14 | Sébastien Bourdais   | Scuderia Toro Rosso       | Toro Rosso STR02B  | Ferrari 056 2,4l V8       | B     |
| 15 | Sebastian Vettel     | Scuderia Toro Rosso       | Toro Rosso STR02B  | Ferrari 056 2,4l V8       | B     |
| 16 | Jenson Button        | Honda Racing F1 Team      | Honda RA108        | Honda RA808E 2,4l V8      | B     |
| 17 | Rubens Barrichello   | Honda Racing F1 Team      | Honda RA108        | Honda RA808E 2,4l V8      | B     |
| 20 | Adrian Sutil         | Force India F1 Team       | Force India VJM-01 | Ferrari 056 2,4l V8       | B     |
| 21 | Giancarlo Fisichella | Force India F1 Team       | Force India VJM-01 | Ferrari 056 2,4l V8       | B     |
| 22 | Lewis Hamilton       | Vodafone McLaren Mercedes | McLaren MP4-23     | Mercedes FO108V 2,4l V8   | B     |
| 23 | Heikki Kovalainen    | Vodafone McLaren Mercedes | McLaren MP4-23     | Mercedes FO108V 2,4l V8   | B     |
| Nr | Kierowca             | Zespół                    | Samochód           | Silnik                    | Opony |

## Klasyfikacja po wyścigu

### Kierowcy
| P  | +/− | Kierowca             | Starty | Punkty | P1 | P2 | P3 | PP | NO | NS |
| -- | --- | -------------------- | ------ | ------ | -- | -- | -- | -- | -- | -- |
| 1  | 0   | Lewis Hamilton       | 18     | 98     | 5  | 2  | 3  | 7  | 1  | 1  |
| 2  | 0   | Felipe Massa         | 18     | 97     | 6  | 2  | 2  | 6  | 3  | 2  |
| 3  | +1  | Kimi Räikkönen       | 18     | 75     | 2  | 2  | 5  | 2  | 10 | 2  |
| 4  | −1  | Robert Kubica        | 18     | 75     | 1  | 3  | 3  | 1  | -  | 2  |
| 5  | +1  | Fernando Alonso      | 18     | 61     | 2  | 1  | -  | -  | -  | 3  |
| 6  | −1  | Nick Heidfeld        | 18     | 60     | -  | 4  | -  | -  | 2  | -  |
| 7  | 0   | Heikki Kovalainen    | 18     | 53     | 1  | 1  | 1  | 1  | 2  | 3  |
| 8  | 0   | Sebastian Vettel     | 18     | 35     | 1  | -  | -  | 1  | -  | 6  |
| 9  | 0   | Jarno Trulli         | 18     | 31     | -  | -  | 1  | -  | -  | 3  |
| 10 | 0   | Timo Glock           | 18     | 25     | -  | 1  | -  | -  | -  | 4  |
| 11 | 0   | Mark Webber          | 18     | 21     | -  | -  | -  | -  | -  | 3  |
| 12 | 0   | Nelson Piquet Jr.    | 18     | 19     | -  | 1  | -  | -  | -  | 9  |
| 13 | 0   | Nico Rosberg         | 18     | 17     | -  | 1  | 1  | -  | -  | 2  |
| 14 | 0   | Rubens Barrichello   | 18     | 11     | -  | -  | 1  | -  | -  | 5  |
| 15 | 0   | Kazuki Nakajima      | 18     | 9      | -  | -  | -  | -  | -  | 2  |
| 16 | 0   | David Coulthard      | 18     | 8      | -  | -  | 1  | -  | -  | 5  |
| 17 | 0   | Sébastien Bourdais   | 18     | 4      | -  | -  | -  | -  | -  | 4  |
| 18 | 0   | Jenson Button        | 18     | 3      | -  | -  | -  | -  | -  | 4  |
| 19 | 0   | Giancarlo Fisichella | 18     | -      | -  | -  | -  | -  | -  | 7  |
| 20 | 0   | Adrian Sutil         | 18     | -      | -  | -  | -  | -  | -  | 11 |
| 21 | 0   | Takuma Satō          | 4      | -      | -  | -  | -  | -  | -  | 1  |
| 22 | 0   | Anthony Davidson     | 4      | -      | -  | -  | -  | -  | -  | 2  |
| P  | +/− | Kierowca             | Starty | Punkty | P1 | P2 | P3 | PP | NO | NS |

### Konstruktorzy
| P  | +/− | Konstruktor         | Starty | Punkty | P1 | P2 | P3 | PP | NO | NS |
| -- | --- | ------------------- | ------ | ------ | -- | -- | -- | -- | -- | -- |
| 1  | 0   | Ferrari             | 36     | 172    | 8  | 4  | 7  | 8  | 13 | 4  |
| 2  | 0   | McLaren-Mercedes    | 36     | 151    | 6  | 3  | 4  | 8  | 3  | 4  |
| 3  | 0   | BMW Sauber          | 36     | 135    | 1  | 7  | 3  | 1  | 2  | 2  |
| 4  | 0   | Renault             | 36     | 80     | 2  | 2  | -  | -  | -  | 12 |
| 5  | 0   | Toyota F1           | 36     | 56     | -  | 1  | 1  | -  | -  | 7  |
| 6  | 0   | Toro Rosso-Ferrari  | 36     | 39     | 1  | -  | -  | 1  | -  | 10 |
| 7  | 0   | Red Bull-Renault    | 36     | 29     | -  | -  | 1  | -  | -  | 8  |
| 8  | 0   | Williams-Toyota     | 36     | 26     | -  | 1  | 1  | -  | -  | 4  |
| 9  | 0   | Honda               | 36     | 14     | -  | -  | 1  | -  | -  | 9  |
| 10 | 0   | Force India-Ferrari | 36     | -      | -  | -  | -  | -  | -  | 18 |
| 11 | 0   | Super Aguri-Honda   | 8      | -      | -  | -  | -  | -  | -  | 3  |
| P  | +/− | Konstruktor         | Starty | Punkty | P1 | P2 | P3 | PP | NO | NS |

## Prowadzenie w wyścigu
| Nr                              | Kierowca        | Okrążenia         | Suma |
| ------------------------------- | --------------- | ----------------- | ---- |
| 2                               | Felipe Massa    | 1-9, 12-38, 44-71 | 64   |
| 1                               | Kimi Räikkönen  | 41-43             | 3    |
| 11                              | Jarno Trulli    | 10-11             | 2    |
| 5                               | Fernando Alonso | 39-40             | 2    |
| \| Wykres \| \| ------ \| \| \| |                 |                   |      |
| Wykres                          |                 |                   |      |
|                                 |                 |                   |      |